# دفتر کل توزیع‌شده
دفتر کل توزیع شده (به انگلیسی: Distributed Ledger) که دفتر کل اشتراکی (به انگلیسی: Shared Ledger) یا فناوری دفتر کل توزیع شده (به انگلیسی: Distributed ledger technology)، نیز نامیده می‌شود، اجتماعی از داده‌های دیجیتال تکراری، اشتراک‌گذاری شده و همگام سازی شده‌است که از لحاظ جغرافیایی در جاهای مختلف، کشورها یا موسسات گسترده شده‌است. هیچ مدیر مرکزی یا ذخیره‌سازی متمرکز داده‌هایی وجود ندارد. دفاتر کل توزیع شده پایگاه داده‌ای است که بر اساس سازوکار تفاهم و معماری داده مورد قبول مشارکت‌کنندگان شبکه نگهداری و به‌روزرسانی می‌شود. یک شبکه همتا به همتا به همراه الگوریتم اجماع مورد نیاز است تا از تکرار در سراسر گره‌ها اطمینان حاصل شود. یک شکل از دفترکل توزیع شده سامانه زنجیره بلوکی است که می‌تواند عمومی یا خصوصی باشد. اما همه دفاتر کل توزیع شده نباید لزوماً از زنجیره‌ای از بلوک‌ها استفاده کنند تا با موفقیت اجماع توزیع شده معتبر و ایمن عرضه کنند: یک زنجیره بلوکی تنها یک نوع از ساختار داده‌هایی است که دفترکل توزیع شده به‌شمار می‌رود.
شکل دیگری از طراحی دفتر کل توزیع شده، شبکه‌های گوریده (Tangle Network) است که از یک گراف جهت دار غیر مدور شبکه‌ای به جای ساختار زنجیره‌بلوکی استفاده می‌کنند. گوریدگی ایجاد شده توسط ایوتا (IOTA) ضرورت معدن‌کاوی را از بین می‌برد و شبکه ای پیشنهاد می‌دهد از هزینه معاملات صفر و مقیاس پذیری نامحدود پشتیبانی می‌کند. شکل دیگر دفاتر کل توزیع شده معماری‌های مبتنی بر الگوریتم‌های مقاوم در برابر شرایط بیزانسی هستند که لزوماً از بلوک و زنجیره بلوک‌ها استفاده نمی‌کنند.
در سال ۲۰۱۶ بانک‌های متعددی از دفاتر کل توزیع شده برای پرداخت‌های بین‌المللی استفاده کردند.

## کاربردها
بانک‌ها برای کاهش هزینه‌ها و مخاطرات عملیاتی سرمایه‌گذاری‌های سنگینی در دفاتر کل توزیع شده انجام داده‌اند . انتظار می‌رود کاربردهای آینده دفاتر کل توزیع‌شده اینترنت چیزها را در یک اقتصاد قابل برنامه‌ریزی از لحاظ مالی ممکن کند.
اور لجر با ثبت برخی نقاط داده‌ای ثابت برای ره‌گیری الماس‌ها استفاده می‌شود.